# Andrea Manna
Andrea Manna (Spoleto, 14 marzo 1929 – Perugia, 5 settembre 2009) è stato un politico italiano.

## Biografia
Fu assessore comunale a Perugia, presidente dell'aeroporto di Sant'Egidio e dell'ospedale di Perugia. Da gennaio a luglio 1987 è stato deputato della IX legislatura per il Partito Socialista Italiano, subentrato al posto del dimissionario Giampaolo Fatale.